# Facticidade
Facticidade é a característica de ser um facto. É o nome que filósofos, como Heidegger e Sartre, dão àquele aspecto da existência humana que é definido pelas situações em que nos encontramos, o “facto” que somos forçados a confrontar. Um modo de ser, como um mero objecto de investigação desinteressada, separado de qualquer interesse prático ou pessoal. Tem a ver com as condições contingentes que não dependem das nossas escolhas.
A facticidade inclui todas aquelas minúcias factuais acerca das quais não se tem nenhum controlo. É o caso da data do nosso nascimento, os nossos pais, ou os limites do ser humano enquanto tal. Ou o caso de todos termos de morrer um dia. Para Heidegger e Sartre, a facticidade é muito importante, porque constitui a base necessária de todas as nossas acções. Apenas somos livres em situação. A nossa liberdade de acção, a nossa capacidade de transcender as nossas circunstâncias, sempre o foi contra um contexto de facticidade. Segundo Heidegger, é só na facticidade da sociedade, em termos de uma identidade e um sistema de valores, que nós próprios não escolhemos, que exercemos a “decisão” pessoal que define a nossa existência. 